# Oenanthe grandisecta
Oenanthe grandisecta är en flockblommig växtart som beskrevs av Charles Simon. Oenanthe grandisecta ingår i släktet stäkror, och familjen flockblommiga växter. Inga underarter finns listade i Catalogue of Life.